# Иорданский, Пётр Константинович
Пётр Константинович Иорданский (1891—1937) — русский и советский шахматист I категории.

## Биография
чемпион Москвы 1913 года (разделил 1—2 места с Д. Н. Павловым и выиграл дополнительный матч). Вплотную подошёл в мастерскому классу игры (в иностранных источниках ошибочно именуется мастером). В побочном турнире 19-го конгресса Германского шахматного союза на момент прекращения соревнования делил 2—4 места с П. А. Романовским и Ф. Шубертом (лидировал Ю. Брах).
После Октябрьской революции продолжал выступать в соревнованиях: участвовал в чемпионатах Москвы, в 1926 году в матче Москва — Ленинград набрал 1½ из 2 против будущего чемпиона мира М. М. Ботвинника. В 1927 ггоду стал победителем чемпионата Красной армии и флота. В 1931 году в аналогичном соревновании завоевал серебряную медаль.
Занимался общественной и организаторской работой. В 1924 году был избран в состав исполнительного бюро Всесоюзной шахматной секции.
Погиб во время сталинских репрессий, из-за чего упоминания о нем исчезли из шахматной литературы (его имени нет даже в списках русских шахматистов, интернированных в 1914 году).
В иностранной литературе используются такие варианты написания фамилии шахматиста: Yurdansky, Yurdanski, Yordansky, Jordansky.

## Вклад в теорию дебютов
Иорданский анализировал защиту двух коней. Одно из разветвлений системы 4. d4 ed 5. 0—0 (иногда ее называют системой Каналя) носит его имя: 1. e4 e5 2. Кf3 Кc6 3. Сc4 Кf6 4. d4 e4 5. 0—0 К:e4 6. Лe1 d5 7. С:d5 Ф:d5 8. Кc3 Фa5 9. К:e4 Сe6 10. Сg5 h6 11. Сh4 g5 12. Кf6+ Крe7 13. b4.

## Спортивные результаты
| Год         | Город           | Соревнование                                                                 | + | − | = | Результат    | Место |
| ----------- | --------------- | ---------------------------------------------------------------------------- | - | - | - | ------------ | ----- |
| 1912        | Нижний Новгород | Турнир Нижегородского шахматного собрания                                    |   |   |   |              | 2     |
| 1913        | Москва          | Матч на звание чемпиона Москвы                                               |   |   |   | Матч выигран |       |
|             | Москва          | Турнир московских шахматистов                                                |   |   |   |              | 8—9   |
| 1914        | Мангейм         | 19-й конгресс Германского шахматного союза (побочный турнир «В», группа «А») |   |   |   | 5 из 8       | 2—4   |
| 1915        | Москва          | Турнир Московского шахматного клуба                                          |   |   |   |              | 2     |
| 1916        | Москва          | Турнир московских шахматистов                                                |   |   |   |              | 3     |
| 1924        | Москва          | Чемпионат Москвы                                                             |   |   |   | 8 из 16      | 8     |
| 1924 / 1925 | Москва          | Чемпионат Москвы                                                             | 5 | 4 | 8 | 9 из 17      | 10    |
| 1926        | Москва          | Матч Москва — Ленинград (13-я доска, против М. М. Ботвинника)                | 1 | 0 | 1 | 1½ из 2      |       |
| 1927        |                 | Чемпионат РККА и ВМС РККА                                                    |   |   |   | 14½ из 18    | 1     |
| 1929        | Москва          | Чемпионат РККА и ВМС РККА                                                    | 8 | 5 | 3 | 9½ из 16     | 6—7   |
| 1931        |                 | Чемпионат РККА и ВМС РККА                                                    | 6 | 2 | 3 | 7½ из 11     | 2     |